# 梁彌頡
梁彌頡，為南北朝時期宕昌國君主之一。
根據《南齊書》的記載，彌頡係於485年（南齊武帝永明三年、北魏孝文帝太和九年）前任君主梁彌博去世後，受南齊封為使持節、督河涼二州諸軍事、安西將軍、東羌校尉、河涼二州刺史、隴西公、宕昌王。
488年（南齊武帝永明六年、北魏孝文帝太和十二年），彌頡去世，南齊另封梁彌承為宕昌王。
| 前任： 梁彌博 | 宕昌王 485年－488年 | 繼任： 梁彌承 |